# Ernesto Lapadula
Ernesto Angelo Lapadula, o La Padula, detto anche Bruno (Pisticci, 6 agosto 1902 – Roma, 24 gennaio 1968), è stato un architetto e urbanista italiano.
(Paolo Portoghesi, dalla presentazione del libro di M. Casavecchia, 1986)

## Biografia

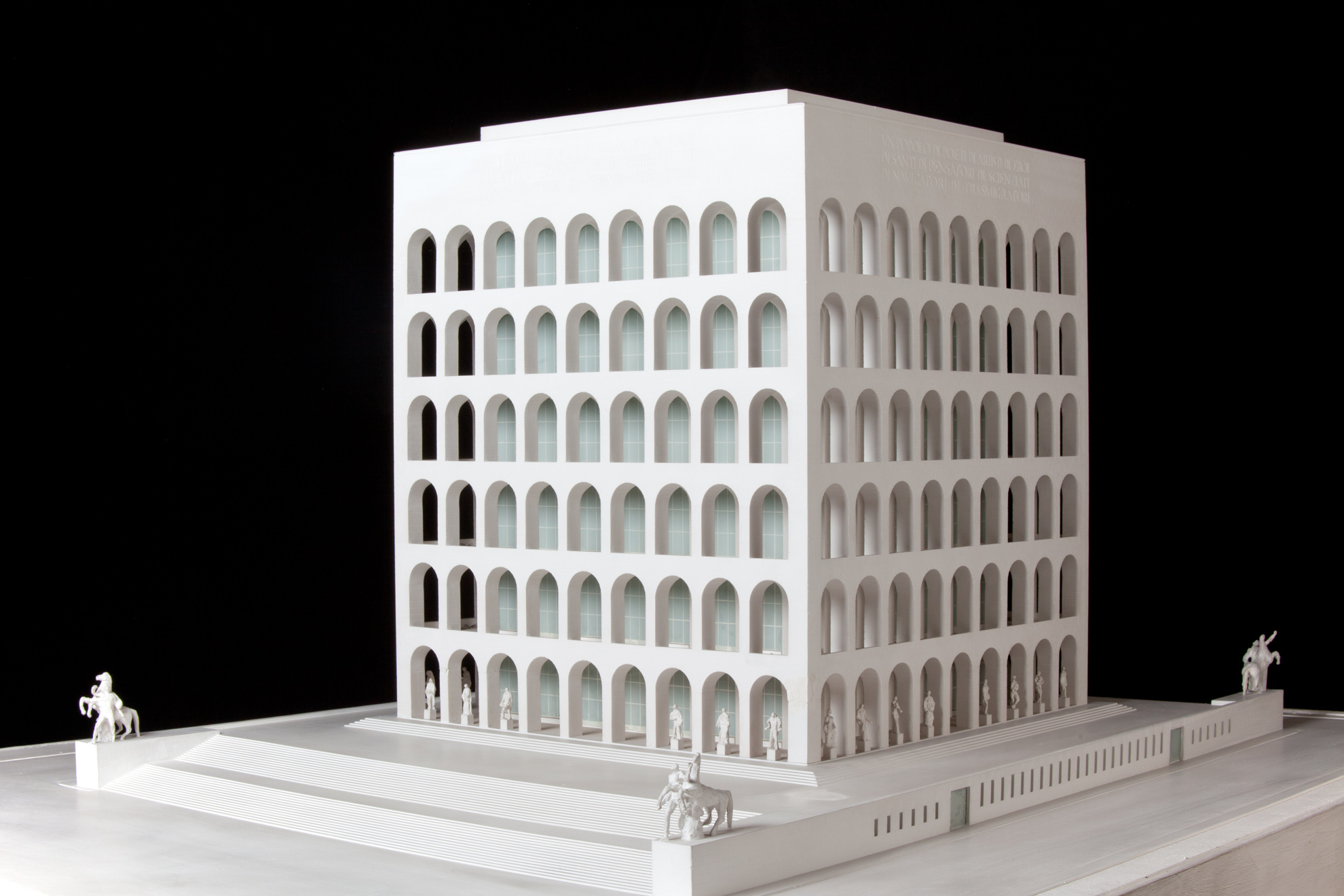
Palazzo della Civiltà italiana, modello del 1940 circa. Esposto al Museo nazionale della scienza e della tecnologia Leonardo da Vinci, Milano.

Frequentò le scuole superiori a Melfi (PZ) dopo le quali andò a Roma, iscrivendosi alla Scuola Superiore di Architettura, dove si laureò nel 1931 sotto la guida di Marcello Piacentini. Ufficiale di fanteria, raggiunse il grado di primo capitano del 2º Reggimento Granatieri di Sardegna.
Fu attivo anche come vignettista, illustratore (attività per le quali scelse lo pseudonimo di "Bruno di Lucania"), pittore e, infine, come giornalista. Dopo la guerra pubblicò, su vari giornali, articoli nei quali criticava aspramente le modalità e la qualità della ricostruzione delle città italiane dalla quale erano stati esclusi i giovani architetti.
Nel 1928 aveva aderito al MIAR (Movimento italiano per l'architettura razionale) dal quale prese il via il Razionalismo italiano. Il suo studio di Piazza del Popolo a Roma fu, inizialmente, la sede in cui gli aderenti al MIAR tenevano le loro riunioni. Tra le sue molte attività, si distinse come disegnatore di mobili e oggetti di arredamento in collaborazione con l'Ente Nazionale per l'Artigianato e le Piccole Industrie (ENAPI).

Palazzo della Civiltà italiana (1984)

Dopo aver progettato, nel periodo 1937-1941, il Palazzo della Civiltà Italiana come capogruppo accettò, d'accordo con gli altri due architetti Giovanni Guerrini e Mario Romano, la nomina a "procuratore con pieni poteri" nella progettazione e direzione artistica dell'allestimento della Mostra della Civiltà Italiana: ma la mostra, che doveva poi dar luogo ad un museo permanente, non si tenne per l'entrata in guerra dell'Italia.
Figlio del socialista Donato Lapadula (Pisticci 1873 - Roma 1949), Ernesto pur partecipando ai concorsi indetti dal regime fascista (compreso l'allestimento di numerose mostre, tra cui la Mostra autarchica del Minerale italiano) conservò, come molti architetti e ingegneri italiani di quel periodo, le sue idee politiche e il suo studio era frequentato anche da oppositori del regime, tra i quali Antonello Trombadori, Lidia Duchini e Leonida Tonucci, artisti e intellettuali.
Dal 1934 al 1940 fu assistente di Disegno architettonico e Rilievo dei monumenti presso la Regia Università di Roma, dal 1940 al 1948 professore incaricato della stessa materia e dal 1942 al 1946 professore incaricato di Architettura degli interni presso la Regia Accademia di Belle Arti di Roma. Due fratelli, gli architetti Attilio Lapadula (Pisticci 1917 - Roma 1981) ed Emilio Lapadula (Pisticci 1922 - Roma 2010), collaborarono con lui nello studio di Roma, un terzo fratello il medico Ettore Lapadula partecipò attivamente alla vita culturale, creatasi intorno ad Ernesto, come critico d'arte.
Fu uno dei fondatori e primo presidente dell'Art Club di via Margutta a Roma che divenne il luogo di ritrovo di pittori, scultori, architetti, scrittori, poeti, attori e registi nei primi anni del dopoguerra.
(Sibilla Aleramo, Diario di una donna. Inediti 1945-1960, Feltrinelli editore, Milano, 1978)
Nel 1948 lasciò l'Italia per l'Argentina dove l'Università Nazionale di Córdoba gli aveva offerto, attraverso l'amico Arch. Ernesto Puppo, la cattedra di Composizione architettonica e poi quella di Urbanistica. Al suo arrivo nell'Università argentina corrispose, per merito di Ernesto e di altri giovani docenti, un profondo rinnovamento, in senso moderno, dell'insegnamento dell'Architettura e dell'Urbanistica. A questi anni sono databili gran parte dei suoi scritti di Urbanistica e Storia delle città. Collaborò anche alle riviste "Historia del Urbanismo" e "Revista Económica". Fu consulente urbanistico dei Governi provinciali di Córdoba, Catamarca e Salta, e responsabile della Pianificazione (Asesor de Planificación) della città di Córdoba.
Nel 1963 rientrò in Italia dove si dedicò soprattutto al disegno e alla pittura.

## Archivio
La maggior parte dei progetti, dei plastici, delle fotografie e degli scritti era conservata presso lo studio di Roma, ed è stata dichiarata di "rilevante interesse storico" e quindi bene culturale. Tutta la documentazione relativa alla sua attività di progettista e di fotografo è stata vincolata dalla Soprintendenza archivistica del Lazio il 2 dicembre 1992. Il responsabile dell'Archivio e dello Studio è l'architetto Bruno Filippo Lapadula. Il 23 gennaio 2025 l'Archivio di Ernesto Lapadula è stato definitivamente acquisito dall'Archivio di Stato di Roma e il 4 giugno dello stesso anno i mobili dello Studio, disegnati da Ernesto e che risalivano al 1930, sono stati ugualmente acquisiti dalla Collezione Wolfsoniana di Genova.

## Opere principali

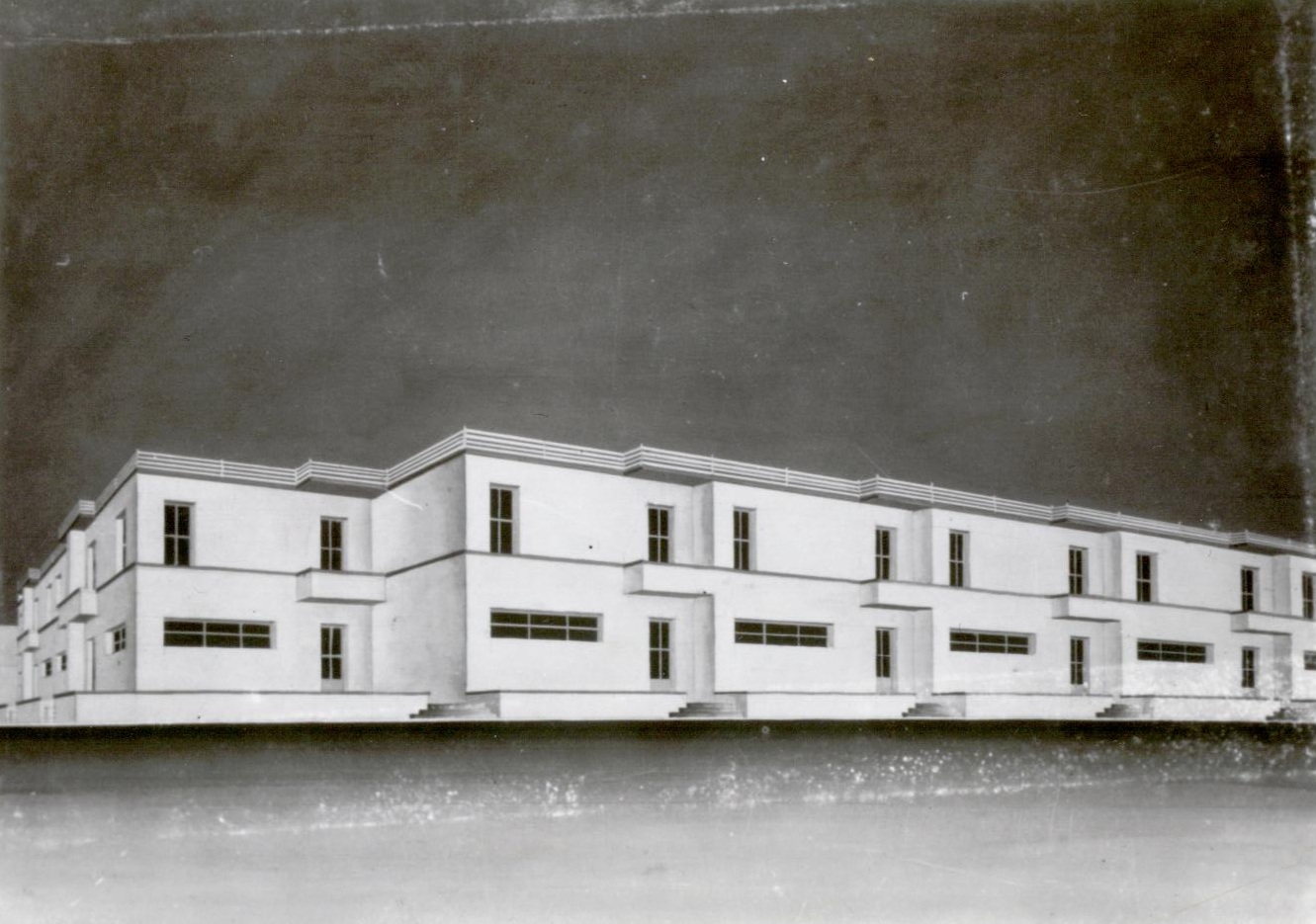
Quadro a tempera di E. Lapadula per il Villaggio dei Ceramisti a Seminara (Reggio Calabria) del 1931

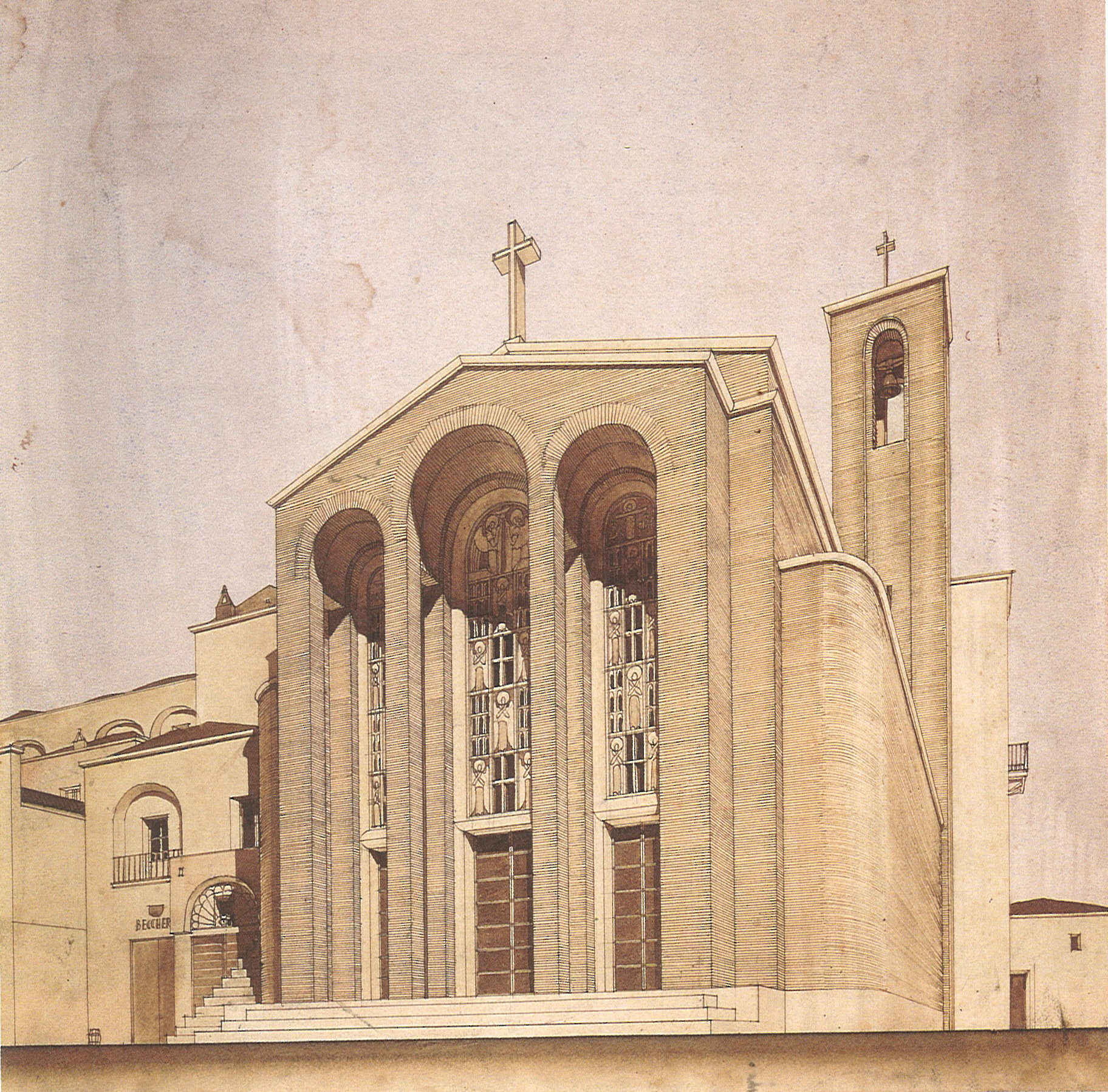
Quadro a tempera di E. Lapadula per la Chiesa di san Rocco a Pisticci (Matera) del 1934

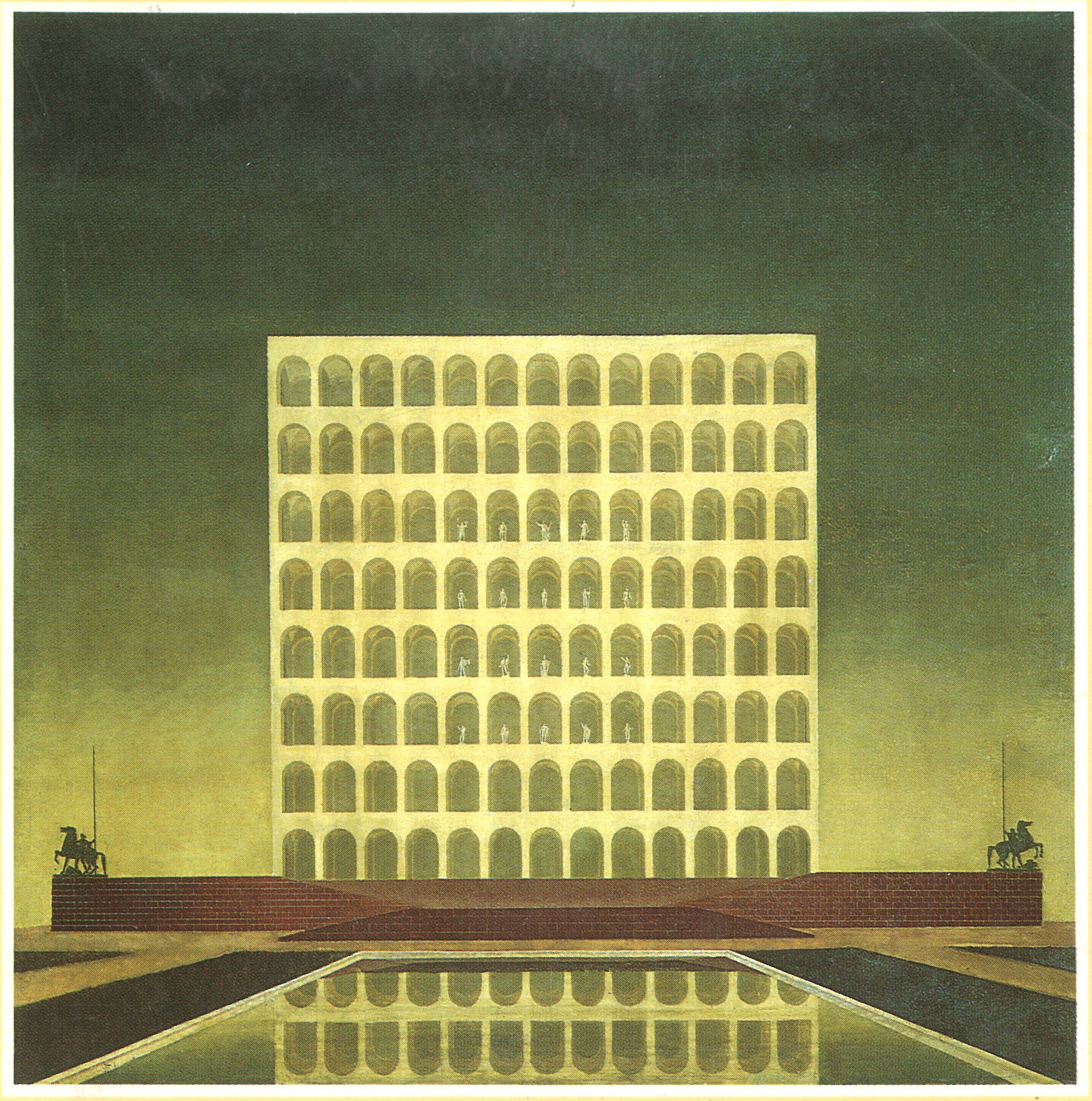
Quadro a olio di E. Lapadula per il Concorso del Palazzo della Civiltà Italiana a Roma (EUR) del 1937

- Sistemazione di Villa Bellini a Catania, 1929
- Casa del Fascio di Taranto (progetto di laurea), 1931
- Concorso per la Palazzata a Messina, 1931 con Giuseppe Marletta
- Villaggio dei ceramisti a Seminara (Reggio Calabria), 1931
- Concorsi per Preture e Palazzi postali a Roma, 1933-1934
- Concorso per il Palazzo Littorio (I e II grado) a Roma, 1933-1937 con Mario Ridolfi
- Chiesa di San Rocco a Pisticci (Matera), 1934
- Casina Nautica della Fondazione Cavalieri di Colombo sul Lungotevere Flaminio a Roma, 1934
- Piazza Impero (attualmente Piazza della Libertà) a Ragusa, 1934
- Palazzo dell'Economia Corporativa (attualmente Camera di Commercio) a Matera, 1935
- Padiglioni della Banca d'Italia, dell'Esercito, del Credito e del Commercio per la Mostra d'Oltremare a Napoli, 1937-1940
- Padiglioni della Lignite, dell'Arte, del Talco e della Grafite, della ricerche e delle invenzioni alla Mostra autarchica del Minerale italiano, 1938
- Palazzo della Civiltà Italiana all'EUR di Roma per l'Esposizione Universale E42, 1937-1939 con Giovanni Guerrini e Mario Romano
- Arredamento degli studi fotografici di Ghitta Carell a Milano e Roma, 1942
- Progetto urbanistico e architettonico della Città Universitaria a Bratislava (Slovacchia), 1942 con Attilio Lapadula
- Progetto della Piazza dei Ministeri a Bratislava (Slovacchia), 1942 con Attilio Lapadula
- Palazzo delle Poste Centrali a Potenza, 1938-1943
- Sopraelevazione del Municipio a Pisticci (Matera), 1948

## Filmografia
Il Palazzo della Civiltà Italiana è considerato un'icòna dell'Architettura del '900 e un simbolo della Roma contemporanea per queste caratteristiche, non comuni in una singola opera, è stato spesso utilizzato come set cinematografico a partire dai film peplum, passando per i comici sino ai più impegnati e sofisticati:

### Film
Roma città aperta (1945), di Roberto Rossellini con Anna Magnani e Aldo Fabrizi; O.K. Nerone (1951), di Mario Soldati con Carlo Campanini, Walter Chiari e Silvana Pampanini; La regina di Saba (1952), di Pietro Francisci con Leonora Ruffo e Gino Cervi; Frine, cortigiana d’Oriente (1953), di Mario Bonnard con Elena Kleus e Pierre Cressoy; Afrodite dea dell’amore (1958), di Mario Bonnard con Isabelle Corey e Antonio De Teffe; La Gerusalemme liberata (1957), di Carlo Ludovico Bragaglia con Francisco Rabal e Sylvia Koscina; La spada e la croce (1958), di Carlo Ludovico Bragaglia con Yvonne De Carlo e Jorge Mistral; La battaglia di Maratona (1959), di Bruno Vallati, Jacques Tourneur e Mario Bava con Steve Reeves, Milène Demongeot, Sergio Fantoni e Alberto Lupo; I giganti della Tessaglia (1960), di Riccardo Freda con Roland Carey, Ziva Rodann e Massimo Girotti; Messalina Venere imperatrice (1960), di Vittorio Cottafavi con Belinda Lee, Spiros Focas, Giancarlo Sbragia e Aroldo Tieri; L'onorata società (1961), di Riccardo Pazzaglia con Franco e Ciccio; L'eclisse (1962), di Michelangelo Antonioni con Monica Vitti e Alain Delon; Boccaccio '70 (1962), episodio: Le tentazioni del dottor Antonio, di Federico Fellini con Anita Ekberg e Peppino De Filippo; Ercole sfida Sansone (1963), di Pietro Francisci con Kirk Morris, Liana Orfei, Enzo Cerusico e Aldo Giuffrè; I dieci gladiatori (1963), di Gianfranco Parolini con Roger Browne e Fulvia Gasser; 8½ (1963), di Federico Fellini con Marcello Mastroianni, Claudia Cardinale, Sandra Milo e Rossella Falk; Siamo tutti pomicioni (1963), di Marino Girolami con Raimondo Vianello, Mario Carotenuto e Paolo Panelli; L'ultimo uomo della Terra (The Last Man on Earth) (1964), di Ubaldo Ragona con Vincent Price; Partner (1968), di Bernardo Bertolucci con Pierre Clémenti, Stefania Sandrelli, Tina Aumont e Sergio Tofano; Gli angeli del 2000 (1969), di Honil Ranieri con Franco Citti e Eleonora Rossi Drago; 5 bambole per la luna d’Agosto (1970), di Mario Bava con William Berger, Ira von Fürstenberg e Edwige Fenech; Federico Fellini e l'EUR (1972), di Luciano Emmer con Federico Fellini; Per amare Ofelia (1974), di Flavio Mogherini con Giovanna Ralli e Renato Pozzetto; Perché si uccide un magistrato (1974), di Damiano Damiani con Franco Nero e Françoise Fabian; Conviene fare bene l’amore (1975), di Pasquale Festa Campanile con Gigi Proietti, Eleonora Giorgi, Christian De Sica, Mario Scaccia e Adriana Asti; Io tigro, tu tigri, egli tigra (1978), di Renato Pozzetto e Giorgio Capitani; Pierino medico della S.A.U.B. (1982), di Giuliano Carnimeo con Alvaro Vitali e Mario Carotenuto; Acqua e sapone (1983), di Carlo Verdone con Carlo Verdone e Florinda Bolkan; Il ventre dell'architetto (The Belly of an Architect) (1987), di Peter Greenaway; Hudson Hawk, il mago del furto (Hudson Hawk) (1991), di Michael Lehmann con Bruce Willis; Titus (1999), di Julie Taymor con Anthony Hopkins; Streghe verso nord (2001), di Giovanni Veronesi con Gérard Depardieu e Emmanuelle Seigner; Equilibrium (2001), di Kurt Wimmer con Christian Bale; Belle da morire (2002), di Bruno Mattei con Emily Crawford e Ugo Barret; Buongiorno Notte (2003), di Marco Bellocchio con Maya Sansa e Roberto Herlitzka; Notte prima degli esami (2006), di Fausto Brizzi con Nicolas Vaporidis; Nina (2012), di Elisa Fuksas con Diane Fleri e Luca Marinelli; La madre (2013), di Angelo Maresca con Stefano Dionisi e Carmen Maura; Zoolander 2 (2016), di Ben Stiller con Owen Wilson e Penélope Cruz.

### Serie televisive
Il triangolo rosso (1967), di Mario Maffei e Pietro Nelli, con Jacques Sernas, Riccardo Garrone e Elio Pandolfi; Diavoli (2000), di Nick Hurran e Jan Maria Michelini con Alessandro Borghi e Patrick Dempsey; Smetto quando voglio - Masterclass (2017), di Sydney Sibilia con Edoardo Leo e Valeria Solarino; L’Alligatore (2020), di Daniele Vicari e Emanuele Scaringi con Matteo Martari e Thomas Trabacchi; Vita da Carlo (2021), di Carlo Verdone e Arnaldo Catinari con Carlo Verdone, MaxTortora e Monica Guerritore; Esterno Notte (2022), di Marco Bellocchio con Fabrizio Gifuni, Margherita Buy e Toni Servillo; Skam Italia (2022), di Ludovico Bessegato e Ludovico Di Martino con Ludovica Martino e Federico Cesari.

## Riconoscimenti

### Onorificenze
Medaglia d'oro Giuseppe Valadier della Fondazione Mario Palanti 1931
 Medaglia ai benemeriti delle Arti del Ministero dell'Educazione Nazionale 1942
 Cavaliere dell'Ordine della Stella della Solidarietà Italiana nel 1957

### Tributi
- L'Amministrazione comunale di Córdoba (Argentina) gli ha dedicato nel 1968 una strada, per l'attività svolta nella pianificazione della città.
- L'Università nazionale di Córdoba (Argentina) gli ha intitolato nel 1975 un'aula, per l'attività di docente.
- L'Ente EUR di Roma gli ha intitolato nel 2009 una delle sale del Palazzo dei Ricevimenti e dei Congressi, per l'attività di progettista.
- L'Amministrazione comunale di Roma ha deliberato nel 2010 di dedicargli uno spazio pubblico, per l'attività di progettista e docente.
- L'Amministrazione comunale di Pisticci ha dedicato nel 2018 una loggia nella città ai fratelli Ernesto Lapadula, Attilio Lapadula ed Ettore Lapadula.

## Scritti principali
- Bruno (Ernesto) Lapadula, Visita alla Fiera mondiale di Nuova York, in "Architettura", luglio 1939 - XVII, Garzanti Editore, Milano.
- E. Lapadula, Bilancio del Congresso di urbanistica, in ”Alfabeto”, a. IV, n. 13-15, luglio 1948.
- E. Lapadula, Urbanismo, Universidad nacional de Córdoba, Córdoba 1952.
- E. Lapadula, La ciudad y la Region. Una introdución al Urbanismo, Córdoba (dattiloscritto) 1955.
- E. Lapadula, El Dia del Urbanismo - Lineamentos del Plan regulador de la Ciudad de Córdoba 1956, in "Quadernos de la Facultad de Arquitectura y Urbanismo de Córdoba", mayo 1957.
- E. Lapadula, Contribución a una politica económica urbana, in "Revista Económica", Año V, Nro. 15/16, julio 1958/junio 1959.
- E. Lapadula, Córdoba crece, Córdoba (dattiloscritto) 1961.
- E. Lapadula, La leción de Brasilia, Córdoba (dattiloscritto) 1961-1963.
- E. Lapadula, El traslado de la Capital, Córdoba (dattiloscritto) 1961-1963.
- E. Lapadula, Origen de la ciudad hispanoamericana, Direción general de publicaciones, Ciudad universitaria, Córdoba 1963.
- E. Lapadula, Orden y destino de la ciudad de Córdoba, Direción general de publicaciones, Ciudad universitaria, Córdoba 1963.
- E. Lapadula, L’Abbazia delle Tre Fontane, in “Rivista del Rotary Club”, Roma, 1965.